# George Andrew Lundberg

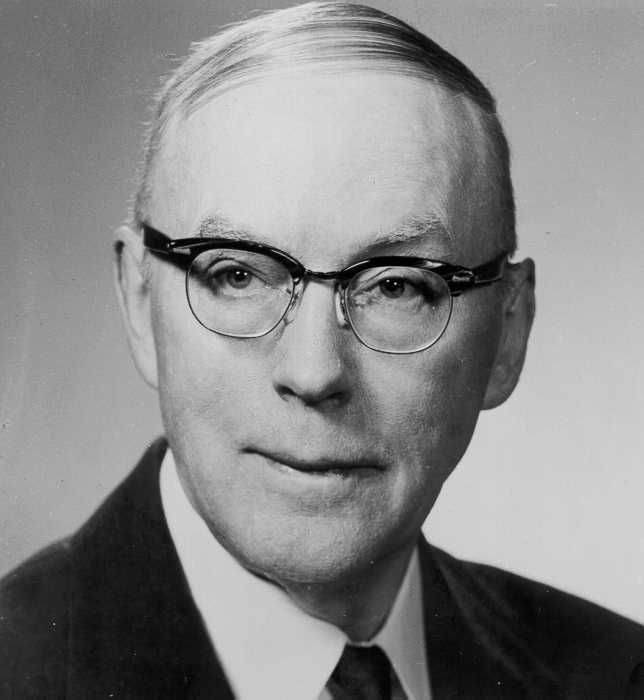
George A. Lundberg

George Andrew Lundberg (* 3. Oktober 1895 in Fairdale, North Dakota; † 14. April 1966 in Seattle, Washington) war ein US-amerikanischer Soziologe. Lundberg war ein führender Vertreter des Neopositivismus und Verfechter von mathematisch-statistischen Vorgehensweisen in der Soziologie. Er war auch ein Verfechter des Prinzips der Werturteilsfreiheit und des Operationalismus.
Lundberg war 1943 der 33. Präsident der American Sociological Society.

## Veröffentlichungen
- 1929 – Trends in American sociology
- 1934 – Leisure
- 1939 – Foundations of Sociology
- 1949 – Can science save us?
- 1953 – Perpetual War for Perpetual Peace: A Critical Examination of the Foreign Policy of Franklin Delano Roosevelt and Its aftermath
- 1968 – Sociology

| Personendaten    | Personendaten               |
| ---------------- | --------------------------- |
| NAME             | Lundberg, George Andrew     |
| KURZBESCHREIBUNG | US-amerikanischer Soziologe |
| GEBURTSDATUM     | 3. Oktober 1895             |
| GEBURTSORT       | Fairdale, North Dakota      |
| STERBEDATUM      | 14. April 1966              |
| STERBEORT        | Seattle, Washington         |